# Música carnàtica

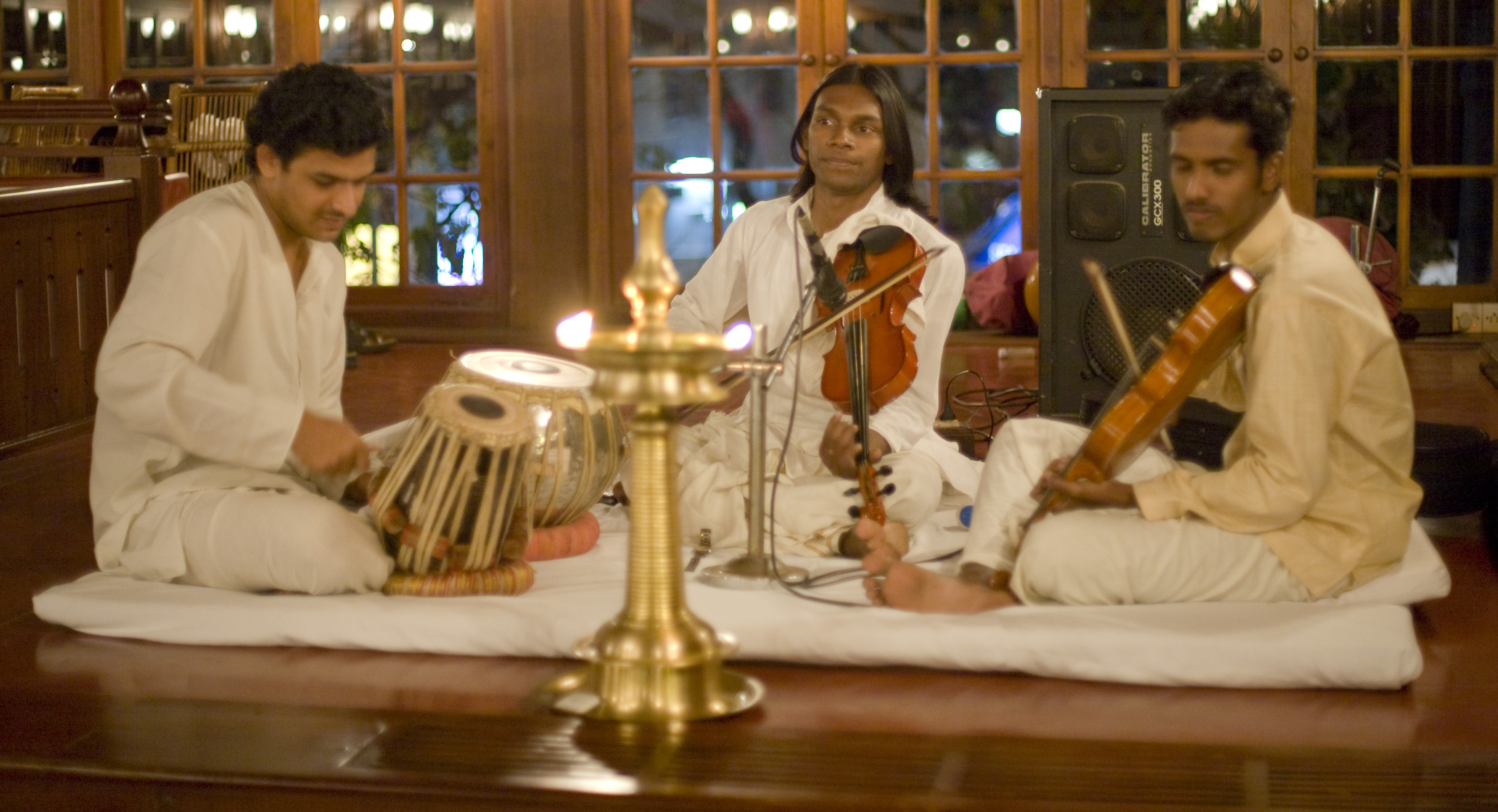
Grup de música carnàtica

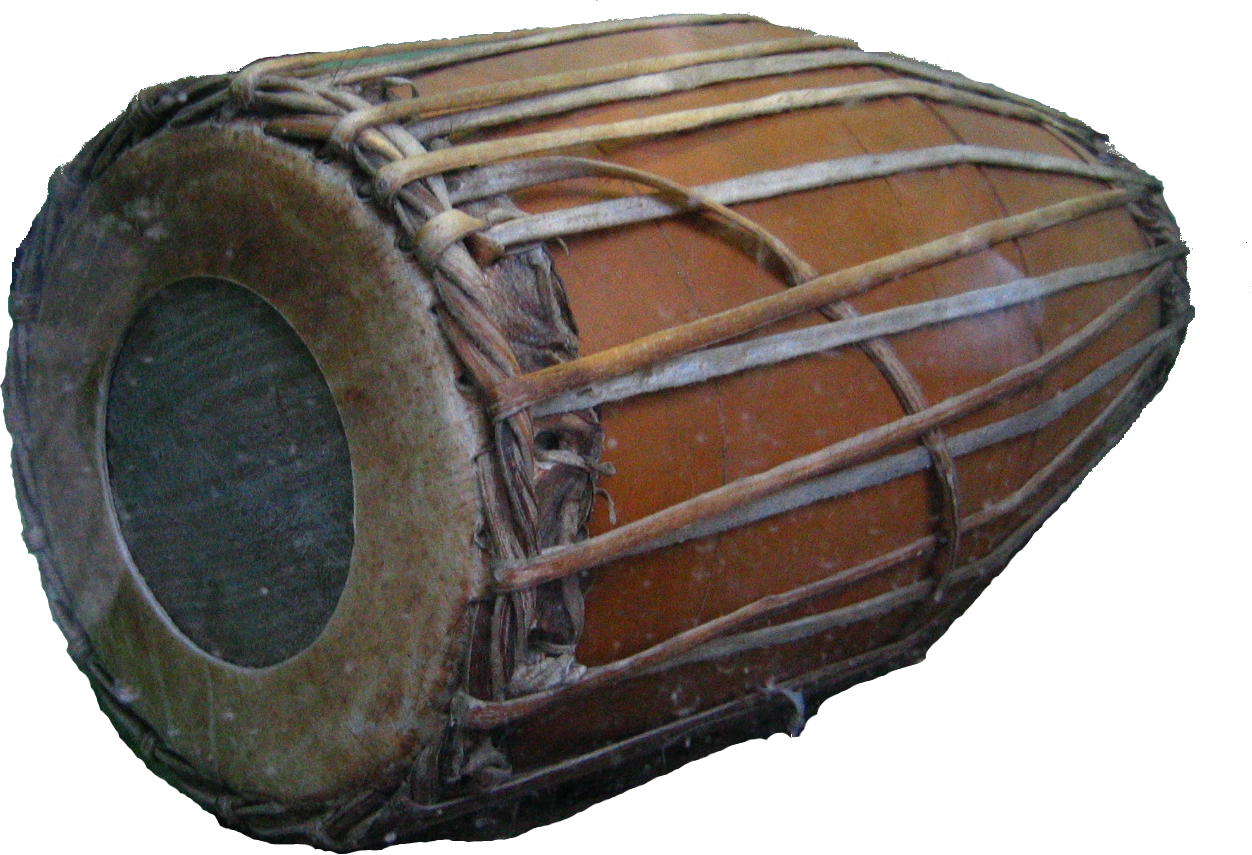
El mridangam és un instrument essencial en la música carnàtica

La música carnàtica (en sànscrit: karnāṭaka saṃgīta (IAST)) és la música clàssica de l'Índia del Sud, en comparació amb la música clàssica de l'Índia del Nord anomenada hindustànica. Sobretot és interpretada pels tàmils.

## Característiques
Generalment la música carnàtica es toca amb un conjunt reduït de músics. Hi ha sempre un solista o músic principal, que acostuma a ser un vocalista. Hi poden haver un o més instruments d'acompanyament, el més comú és dels quals és el violí. Hi ha un acompanyament rítmic amb instruments de percussió com el mridangam, el ghatam, la tabla o la kanjira. De manera semblant a la música hindustànica, hi ha uns instruments que tot just fixen un ambient per la melodia subjacent, i que toquen de manera contínua; són la tambura o el sruti.
El tema de la música carnàtica acostuma a ser devocional, associat al moviment Bhakti. Les lletres solen ser invocacions a deïtats hindús. Els concerts sovint comencen amb una invocació a Ganeix (també anomenat Ganapati o Vinayaka), deïtat benevolent amb cos de persona i cap d'elefant, que es considera l'eliminador d'obstacles.
La música carnàtica té en comú amb la hindustànica que practica la improvisació dins d'unes estructures rigoroses tonals (la raga) i rítmiques (el tala). Tots dos estils són músiques modals, amb una estructura no narrativa. Comparada amb la hindustànica, la música carnàtica és més teòrica, amb regles més rigoroses i composicions més definides. També accentua el mestratge de la veu més aviat que dels instruments.
La raga (o ragam) és la seqüència de notes, l'escala, o el mode en què es toca la peça. La raga especifica quines notes estan permeses, en quins ordres possibles, amb quins tipus d'ornaments, aproximacions i alteracions. Les diferents ragues s'associen a moments específic del dia i a diferents emocions. Cada raga té un nom.
El tala (o talam) és un patró cíclic, d'un nombre determinat de temps. El cicle rítmic pot ser bastant llarg. Les melodies del solista es produeixen dins de l'estructura del tala, i sovint juguen amb el tala, fent creure a l'orella que el tempo s'ha accelerat o des-sincronitzat, per finalment tornar a caure de ple en el cicle d'origen.
A diferència de la música hindustànica, en la música carnàtica no és obligatori que sempre hi hagi un instrument que marca el Tala de manera clara. Tant els músics com els espectadors sovint segueixen el tala copejant lleugerament les seves cuixes, o movent la mà dreta.
Els tres compositors més importants de la música carnàtica, sovint anomenats la Trinitat Carnàtica, són Tyagaraja (1759-1847 ?), Muthuswami Dikshitar (1776-1827), i Syama Sastry (1762-1827). També té molta anomenada Swati Tirunal.
En les ciutats i poblacions del Sud de l'Índia, la música carnàtica es toca sobretot en recitals i festivals. És una música culta, que no atreu a les masses, però que té molts seguidors i aficionats.
El Festival de Música Carnàtica de l'Acadèmia de Música de Chennai (Madras), que es fa cada any de mig desembre a mig gener, reuneix molts dels grans noms de la música carnàtica.